# Lubuk Ulang Aling Selatan
Lubuk Ulang Aling Selatan is een bestuurslaag in het regentschap Solok Selatan van de provincie West-Sumatra, Indonesië. Lubuk Ulang Aling Selatan telt 1464 inwoners (volkstelling 2010).